# Heinz Werner
Heinz Werner (Jena, 17 agosto 1910 – 6 maggio 1989) è stato un allenatore di calcio e calciatore tedesco, di ruolo centrocampista.